# Osage City
Osage City är en ort i Osage County i Kansas. Vid 2020 års folkräkning hade Osage City 2 861 invånare.